# Gedung Merdeka

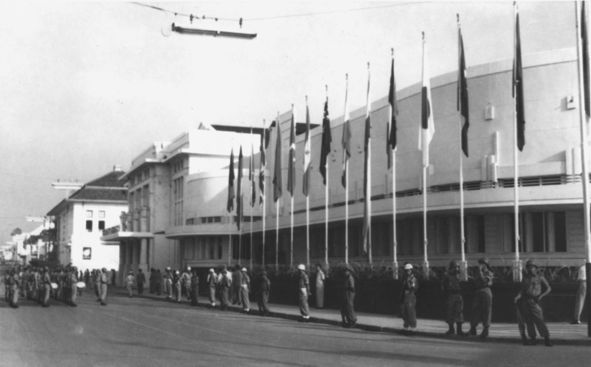
Gedung Merdeka tijdens de Bandungconferentie (1955).

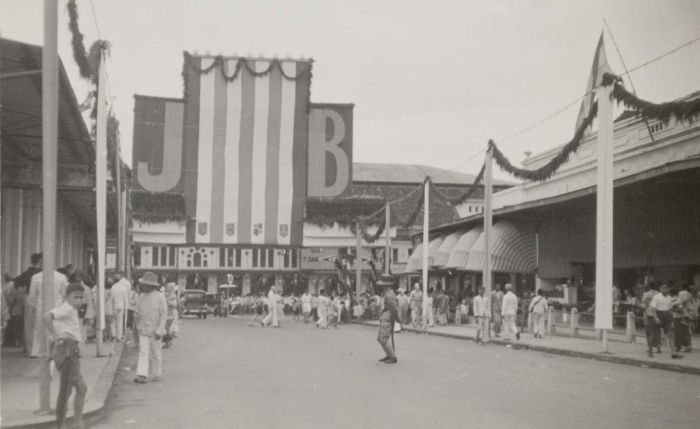
De feestelijk versierde Bragaweg bij Sociëteit Concordia in Bandoeng ter gelegenheid van het huwelijk van prinses Juliana met prins Bernhard (1937).

Gedung Merdeka (vrijheidsgebouw), voorheen Sociëteit Concordia, is een gebouw in de Javaanse stad Bandung.
Het is gebouwd in 1895 in neoclassicistische stijl. Het gebouw is in 1921 herbouwd in art-deco-stijl door de architect Charles P. Wolff Schoemaker, die onder andere ook Villa Isola ontwierp. In 1940 is het gebouw door architect Albert Aalbers gerenoveerd. 
In de koloniale tijd was in dit Sociëteit Concordia en was het doel: ..de bevordering van gezellig verkeer. 
Het gebouw dankt zijn huidige naam aan Soekarno, die op 7 april 1955 de naam veranderde voorafgaand aan de Azië-Afrika conferentie die hier van 18 tot 24 april 1955 werd gehouden. In de jaren daarna (1956-1959) werden de zittingen van de Konstituante in het gebouw gehouden. Momenteel is in Gedung Merdeka het Azië-Afrika Conferentie museum gevestigd.